# 碧潭吊橋
24°57′24″N 121°32′10″E / 24.956572°N 121.536044°E
碧潭吊橋，原名碧橋，位於臺灣新北市新店區之碧潭風景區內，近臺北捷運新店站，跨越新店溪。橋體為雙塔雙鉸單跨式吊橋，橋塔間長200公尺、橋長186.6公尺、寬度3.5公尺、海拔30公尺，可乘載約1,000人。1937年8月竣工，目前吊橋已完全為人行使用，2013年8月5日公告為新北市市定古蹟。 碧潭吊橋也是新店區區徽主要的組成元素。

## 歷史
碧潭早期兩岸無任何橋樑連接，因此居民需靠擺渡來往，然雨季時溪流湍急不利渡船，日治時期臺籍人士賴雲發起建橋構想。後由臺北州駐文山郡土木技手江石定設計、陳海沙的光智商會施工興建  ，至1937年（昭和十二年）完成，建成後即為新店溪東岸通往西岸安坑及中和地區之重要橋樑，可供人、車、馬通行。
1963年（民國52年），吊橋遭葛樂禮颱風侵襲，受損嚴重，1966年重修，此次翻修更換所有垂吊索，並將橋面寬度縮為3.2公尺，中以護欄相隔，改採兩路單行通道。1999年（民國88年）8月，進行第三次整修，原欲「拆除重建」，後為順應輿情而以「原貌整修」為主，保留兩端橋塔柱及錨，其餘構件如垂直主吊索、垂直繫條、護欄、橋面板、底部支撐樑等，皆以原貌材料更換，並取消中央護欄，改回原始寬廣橋面樣貌。 1990年9月，在吊橋下游處新建全長800公尺之「碧潭橋」，由林同炎、歌德史密斯（Myron Goldsmith）承攬設計，於1995年12月完工，成為北二高重要橋樑之一，新橋跨過新店溪，銜接北邊隧道，同時為碧潭增添新穎優美之景緻。
2011年，新北市政府城鄉發展局發布實施「新店區碧潭段130地號等29筆地號土地都市更新案」，因該案相距碧潭吊橋過近，恐有橋體受損之虞，故引發都市更新與歷史建築保護之爭議2012年7月，碧潭東岸進行都市更新計劃，由於建案基址距離吊橋墩座約1公尺距離，吊橋恐遭破壞、移置或拆除，引發多個民間團體抗議，質疑新北市政府為推行都市更新而忽視碧潭吊橋重要性。2013年2月，民間團體申請吊橋成為古蹟；同年4月，新北市政府將其列為「暫定古蹟」；同年8月5日，新北市政府正式公告碧潭吊橋為市定古蹟，並宣稱不會拆除吊橋。然後續工程與評估尚無妥善方案解決吊橋安全之疑慮，引發社會各界關心。

## 工程設計
碧潭吊橋之結構為雙塔式吊橋，是臺灣日治時期第一座由臺灣人設計與施工的橋樑，也是已知為全世界僅存的長跨距鎢鋼球軸承吊橋，其中橋體由兩條主索穿過橋塔塔頂鞍座，在橋塔間承掛上下游兩側各94支垂吊索，垂吊索下接橋面。主索穿過鞍座後向外、向下展延，分散成七股鋼絞索，固定於岸上橋塔兩側地底之錨碇。橋塔採用鎢鋼球軸承鉸接，鎢鋼球密度高、硬度大、韌性強，碧潭吊橋以之調節橋面承重時的震盪與扭力，保橋之靈活穩固。
目前，碧潭吊橋是全臺唯一附設安全監控系統的人行吊橋，包含傾斜計、風向計、風速計、監視器、人員計數器等，可即時監測橋體與資料分析。

## 圖冊

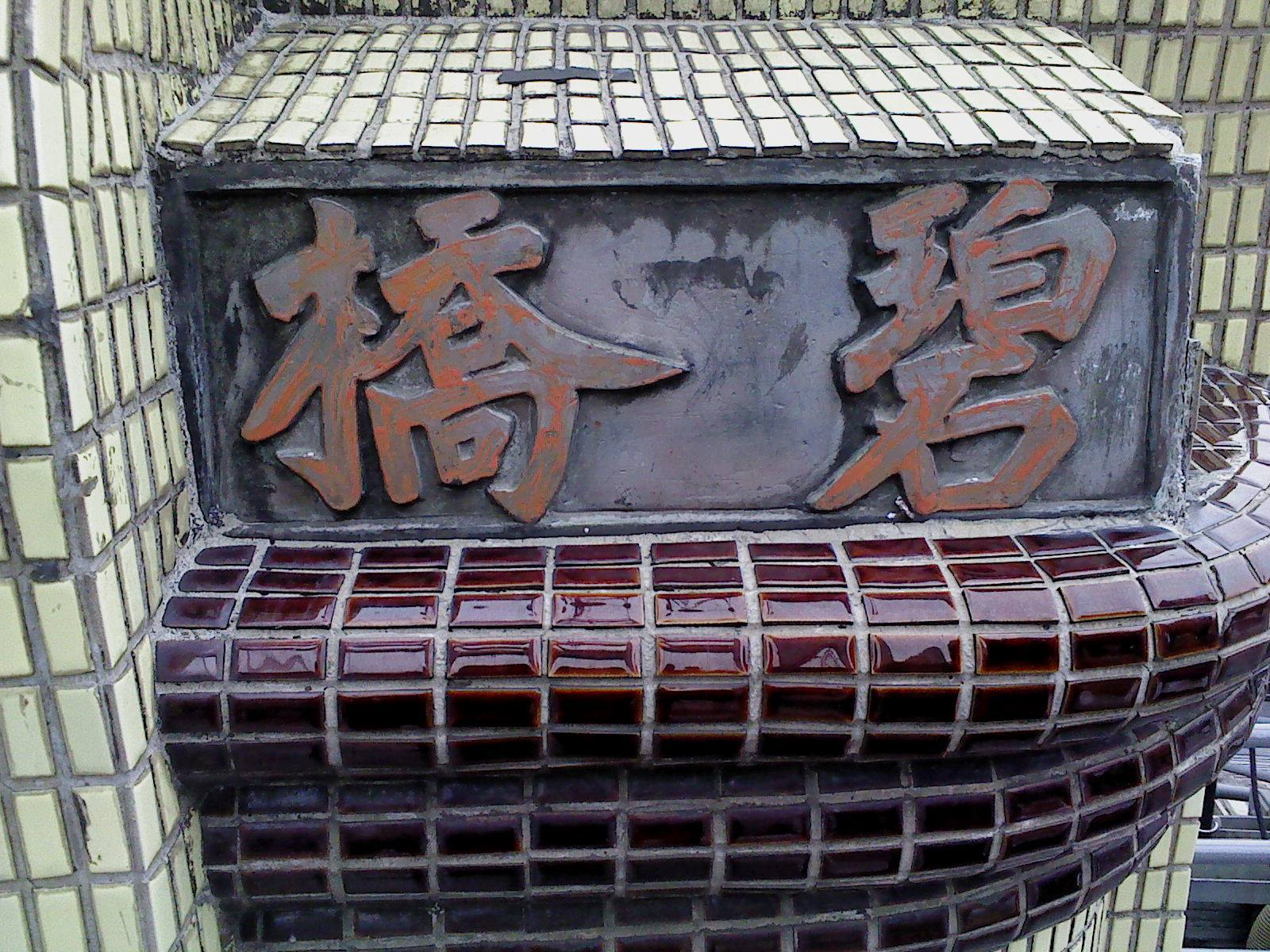
碧潭吊橋原名「碧橋」
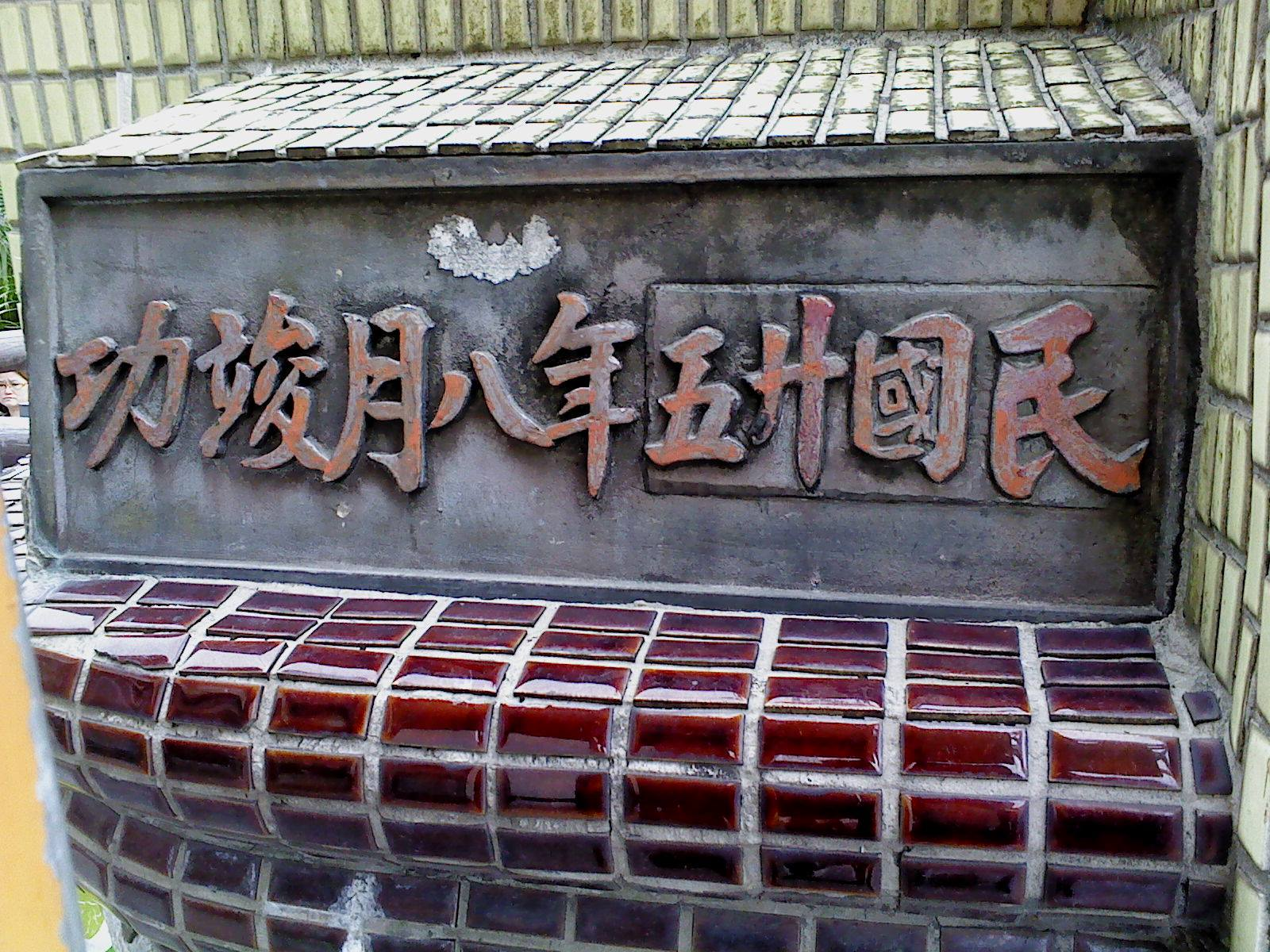
原「昭和十二」字樣以「民國廿五」代之
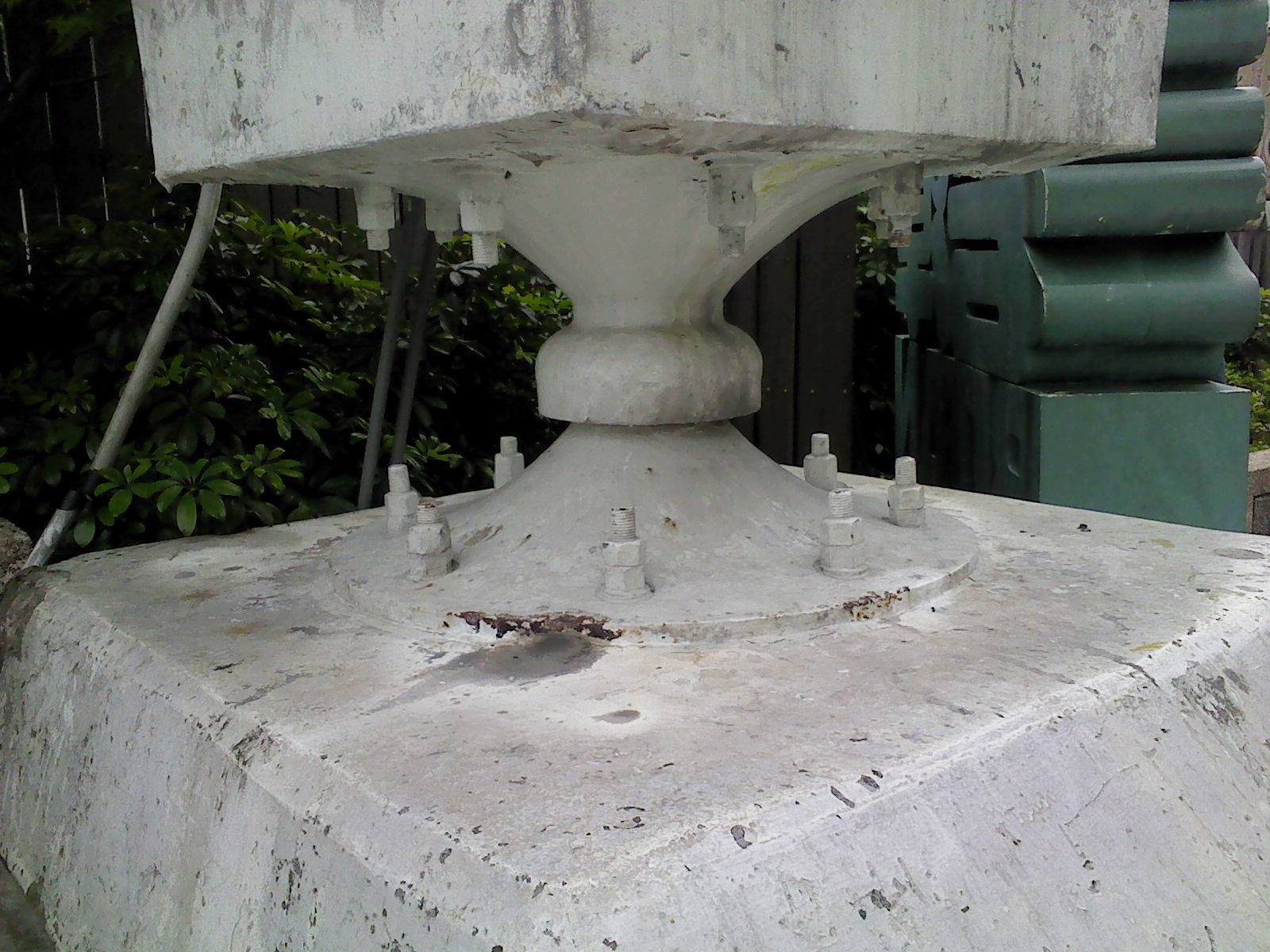
碧潭吊橋橋塔鎢鋼球軸承部
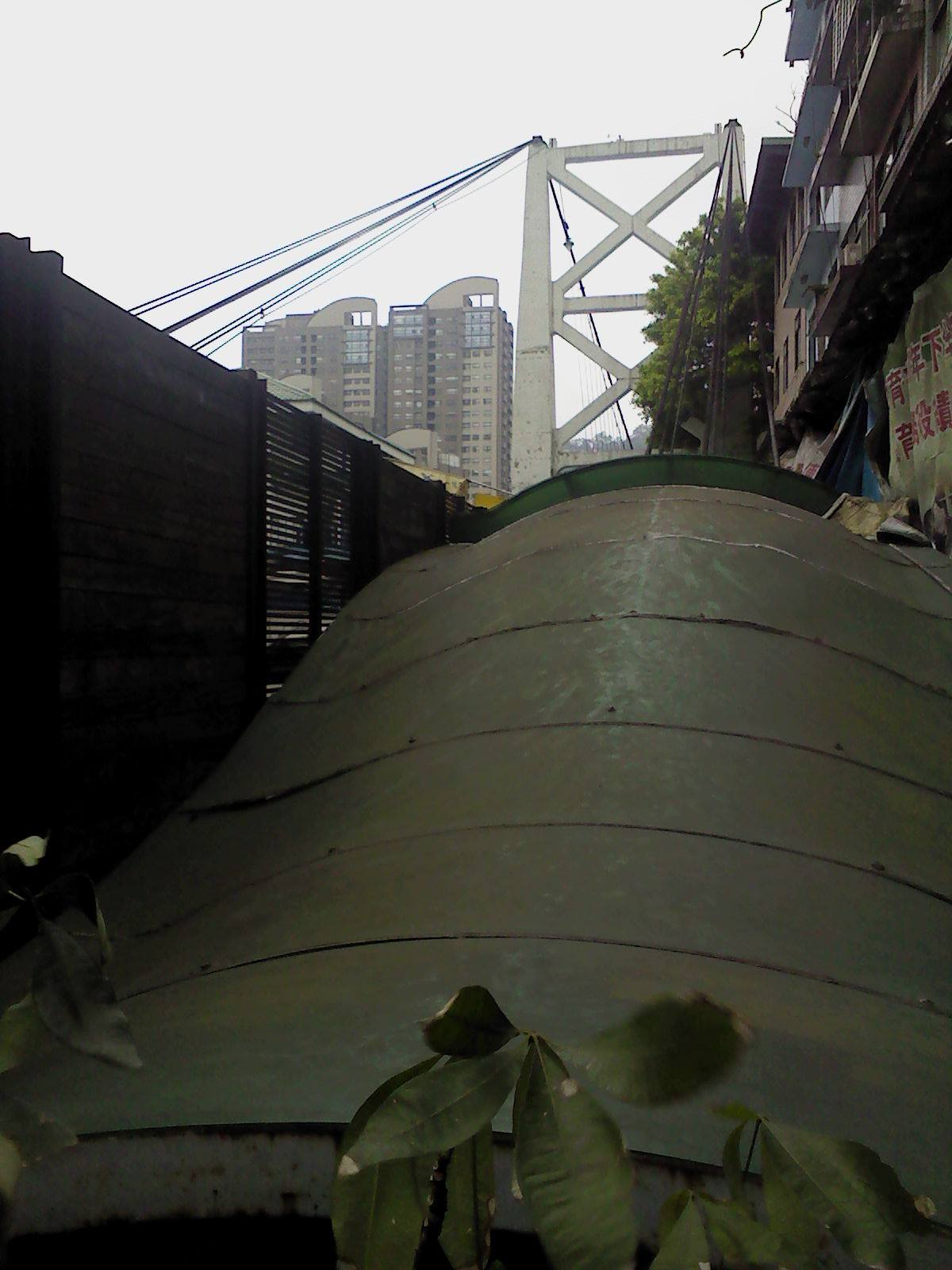
碧潭吊橋與被保護的墩座
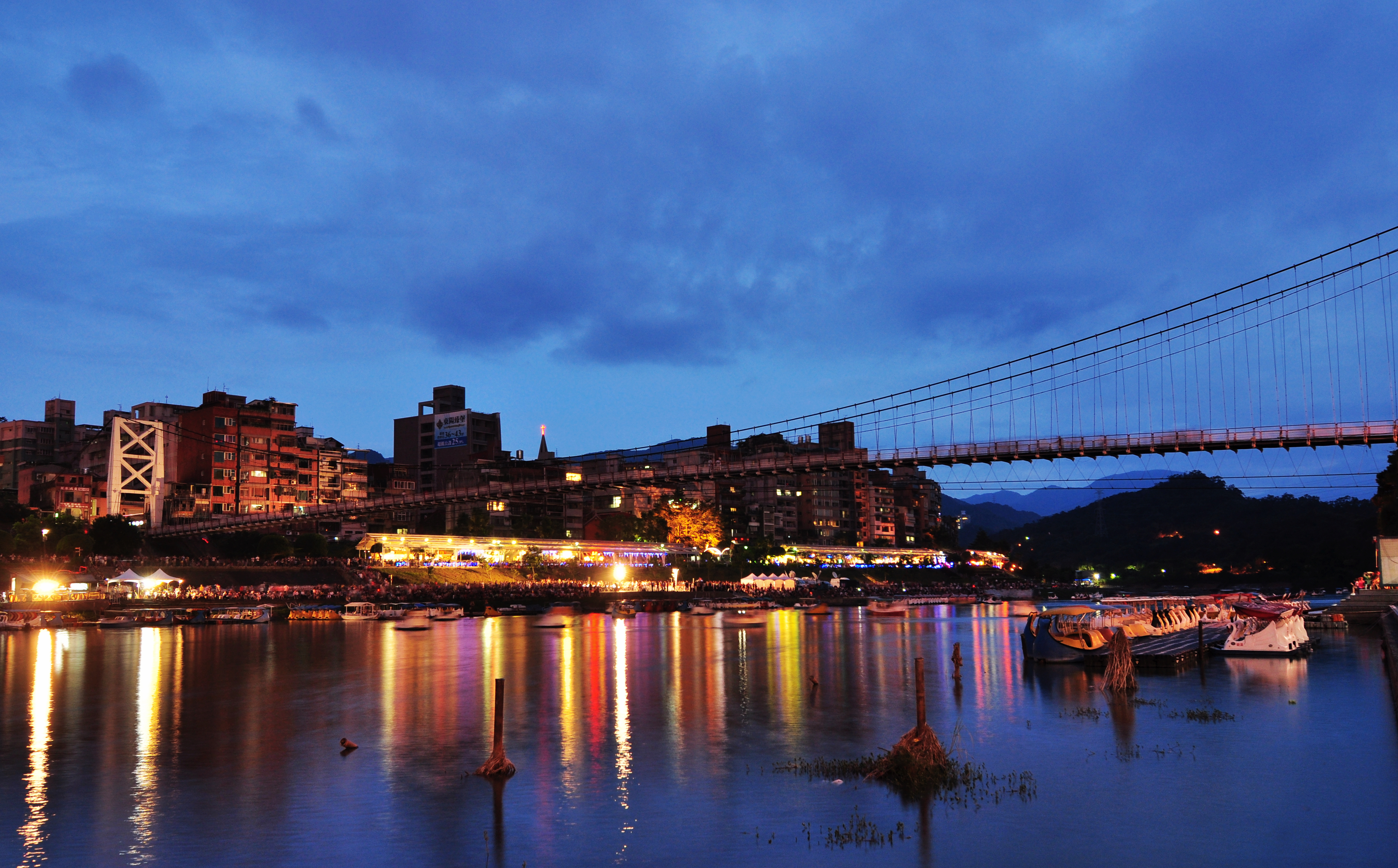
碧潭吊橋夜景
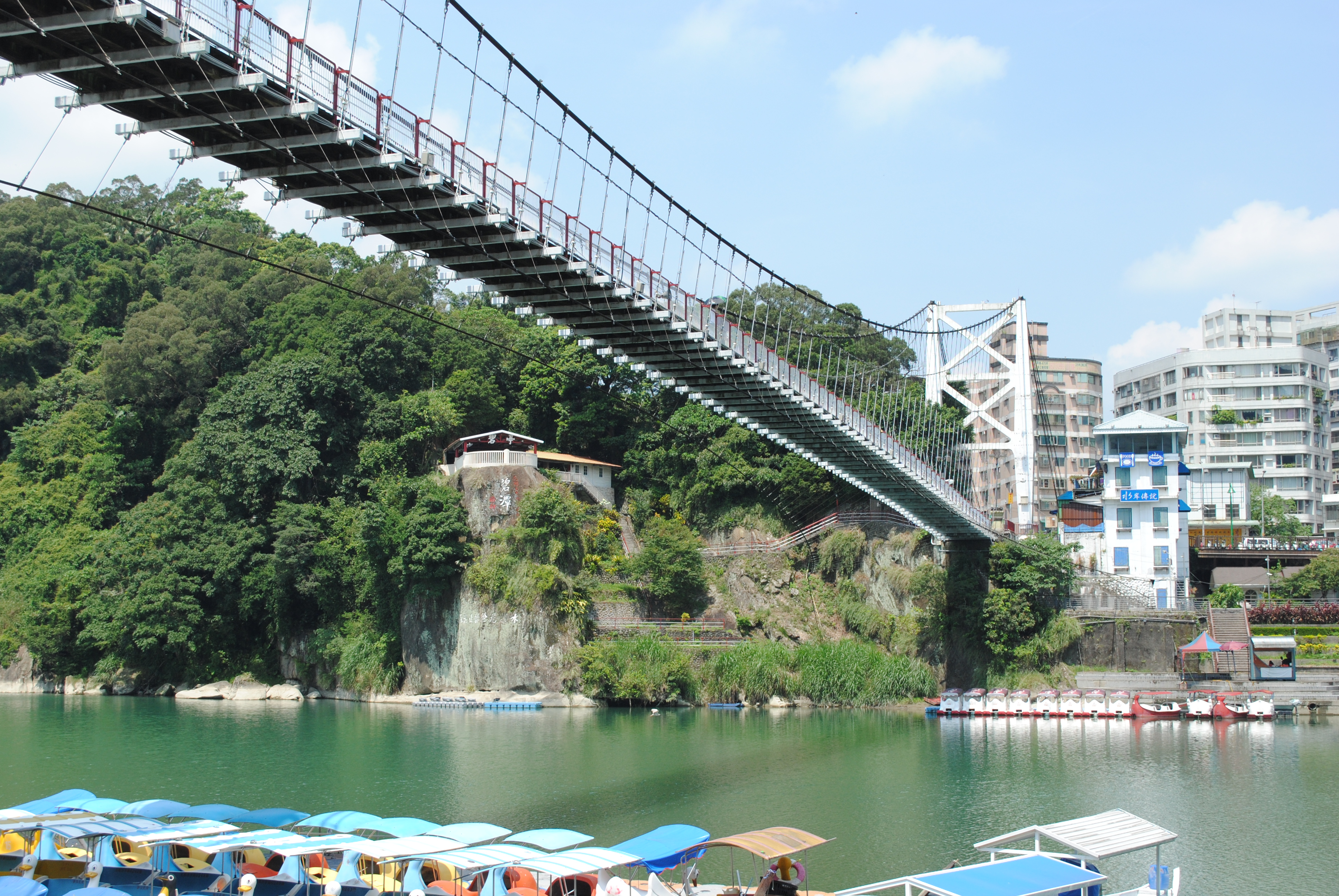
碧潭吊橋
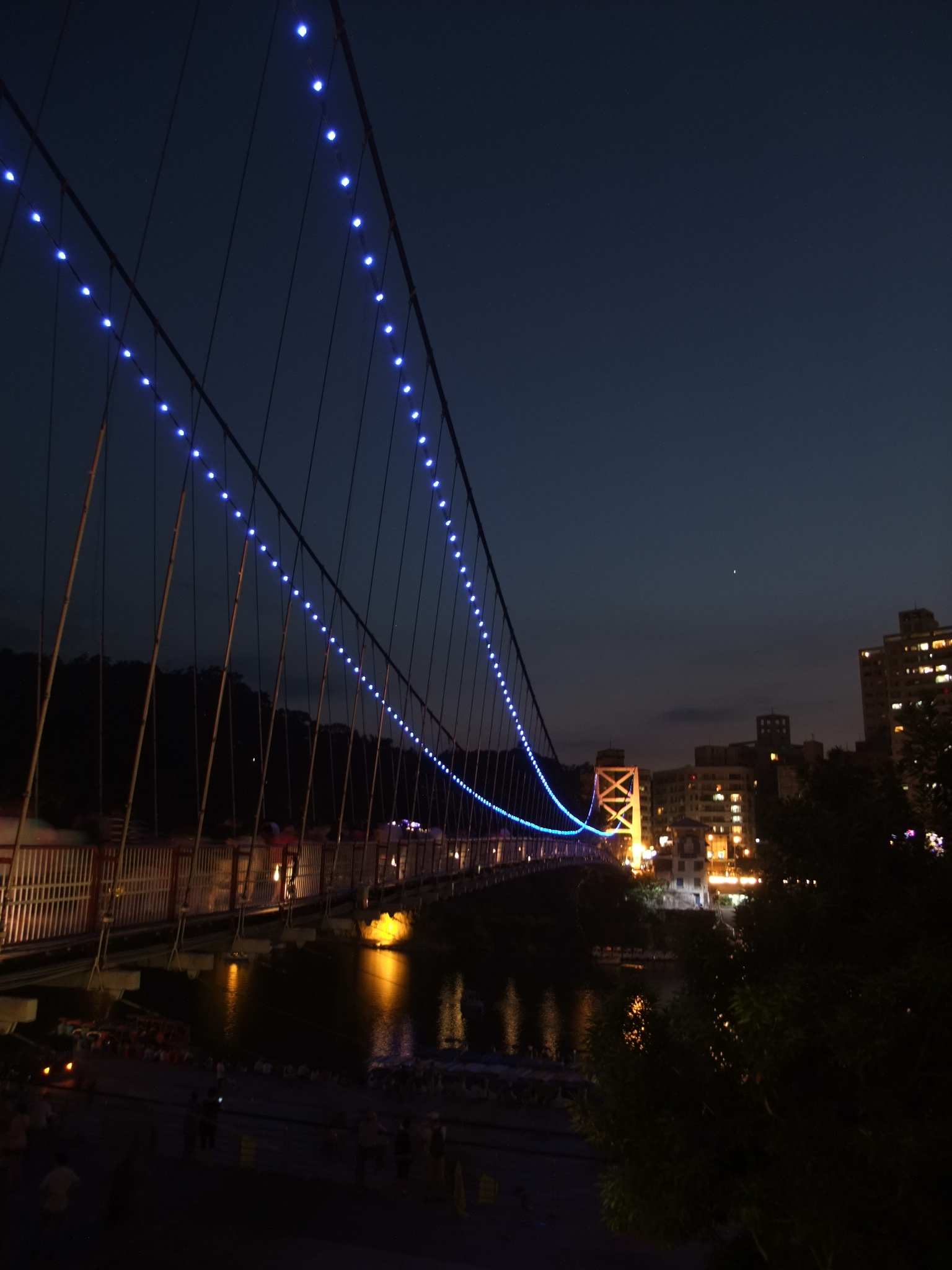
碧潭吊橋光雕
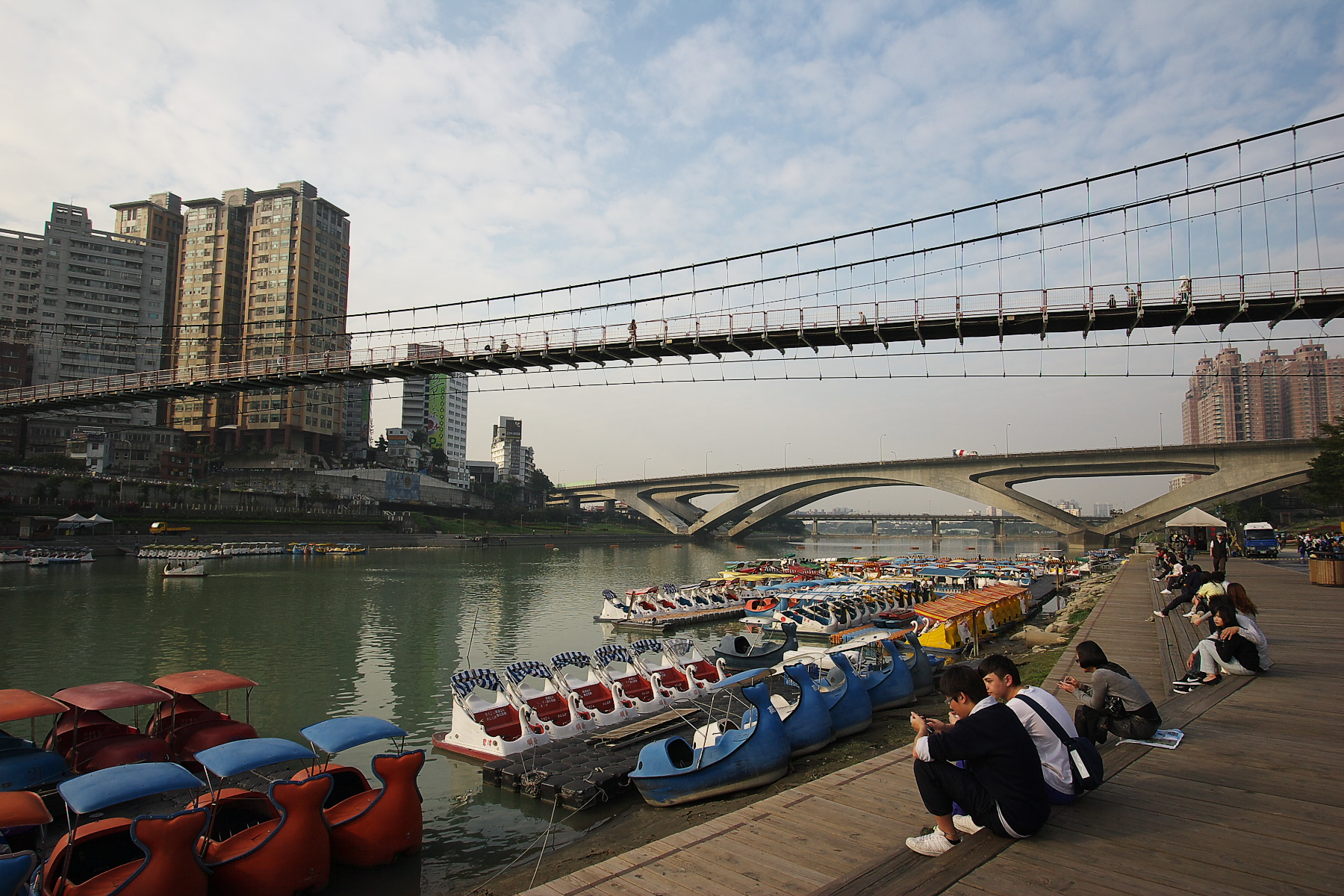

## 外部連結
- 新北市觀光旅遊網：碧潭吊橋 （页面存档备份，存于）
- 碧潭吊橋守護行動網
- 微笑台灣：陽光吊橋 碧潭微風，這裡的故事太多 （页面存档备份，存于）